# Forrás (hidrológia)

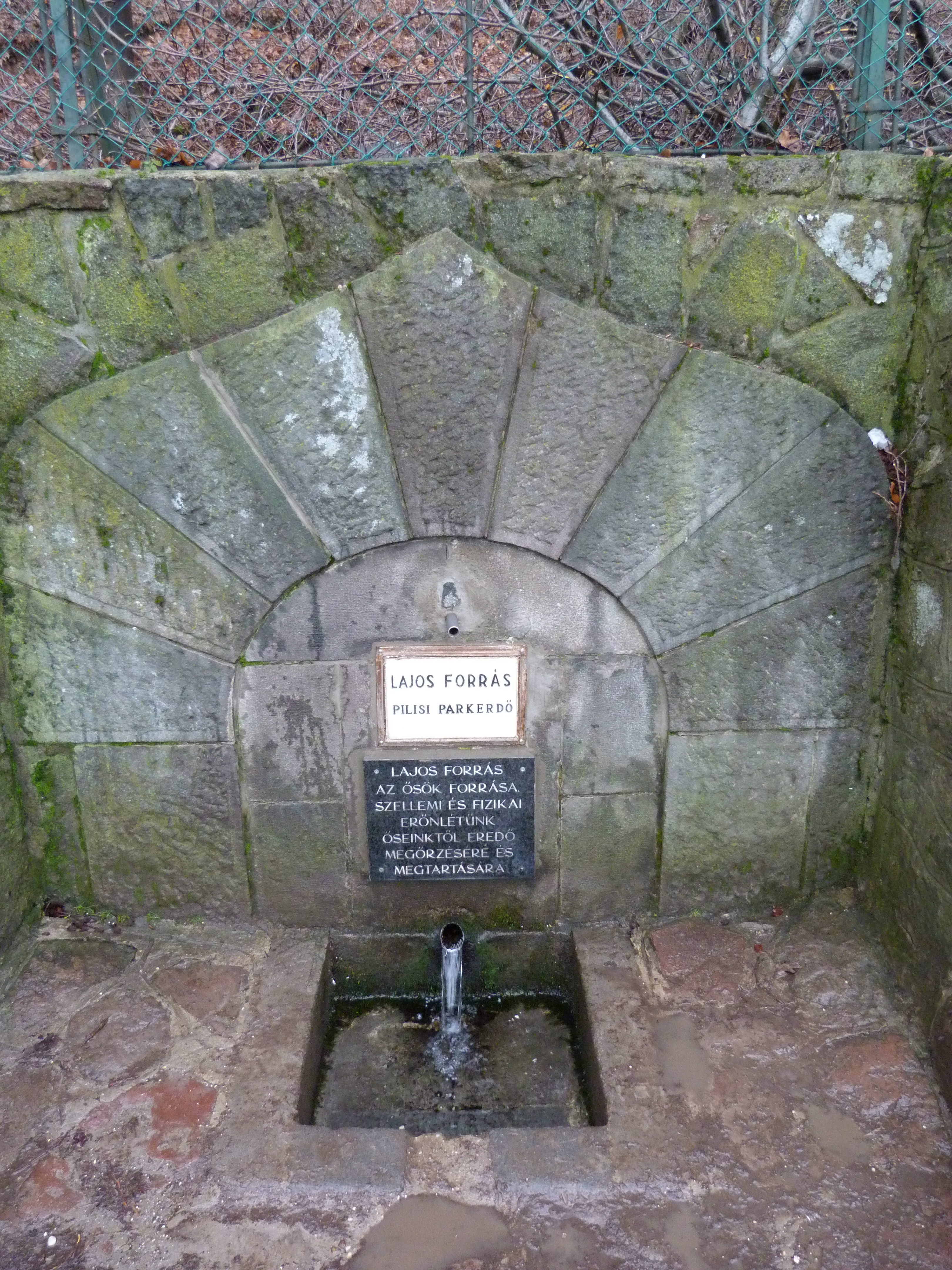
Lajos-forrás - Szentendre, Izbég

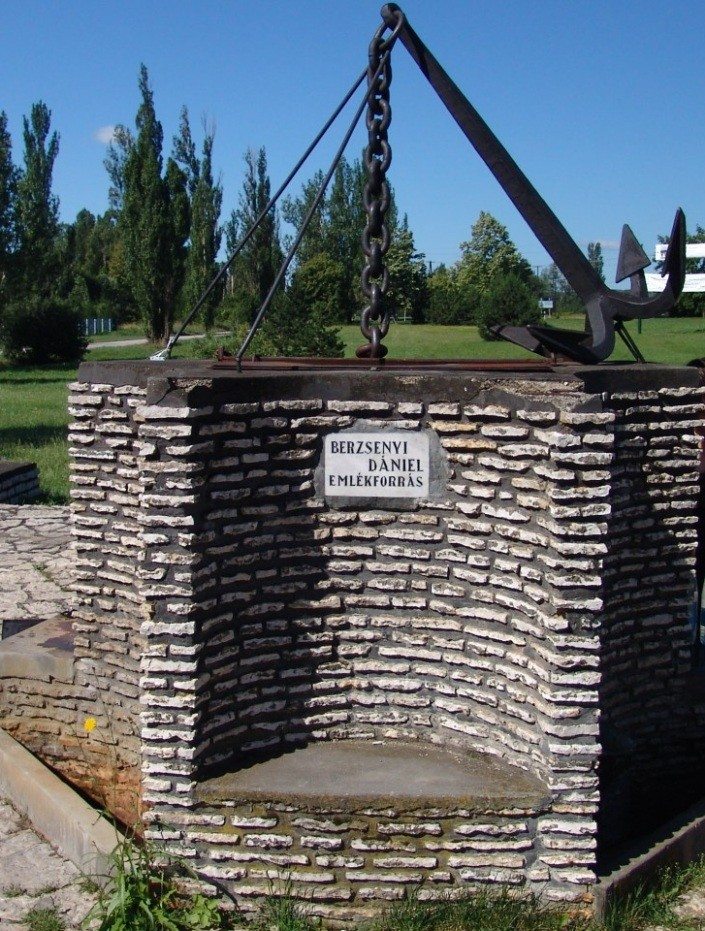
Berzsenyi Dániel-emlékforrás

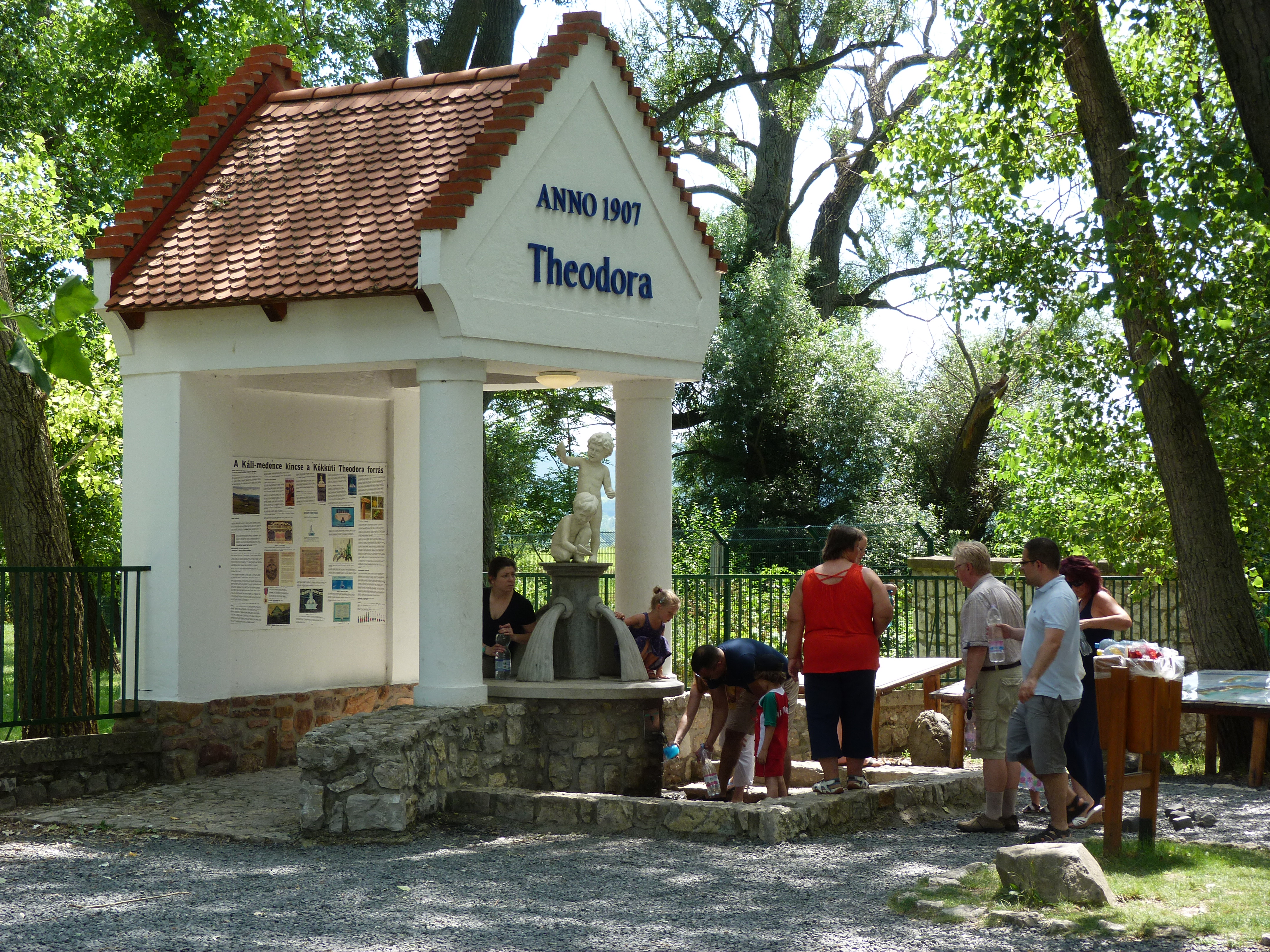
A Theodora ásványvíz nyerőhelye Kékkúton

A forrás a felszín alatt található vizek (talajvizek, rétegvizek és karsztvizek) rendszerint természetes felszínre törése, mely lehet állandó vagy időszakos jellegű. Ezek lehetnek természetesek, illetve foglaltak.

### A források kulturális jelentősége

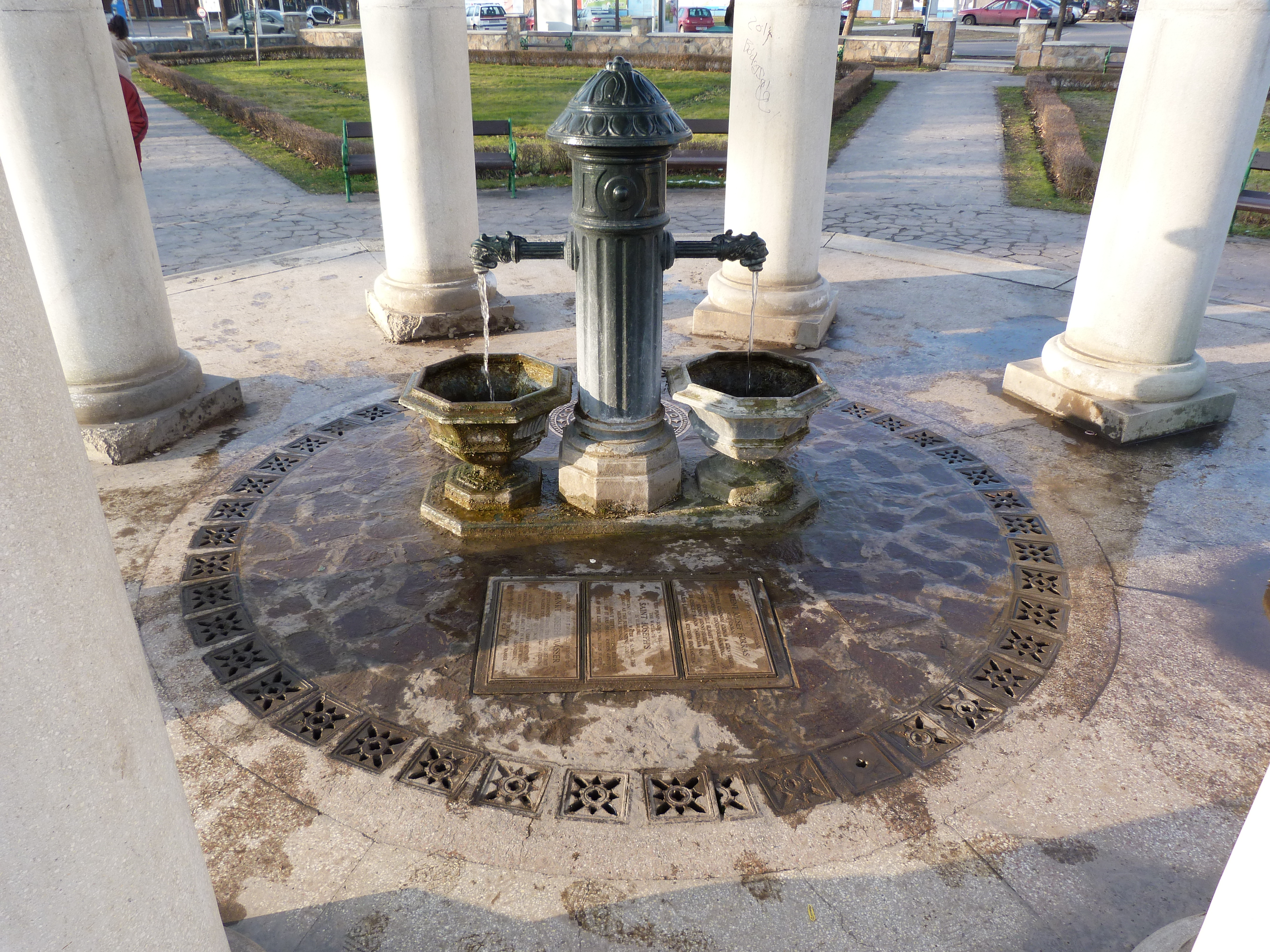
Szent József-forrás, Eger

### A források turisztikai jelentősége

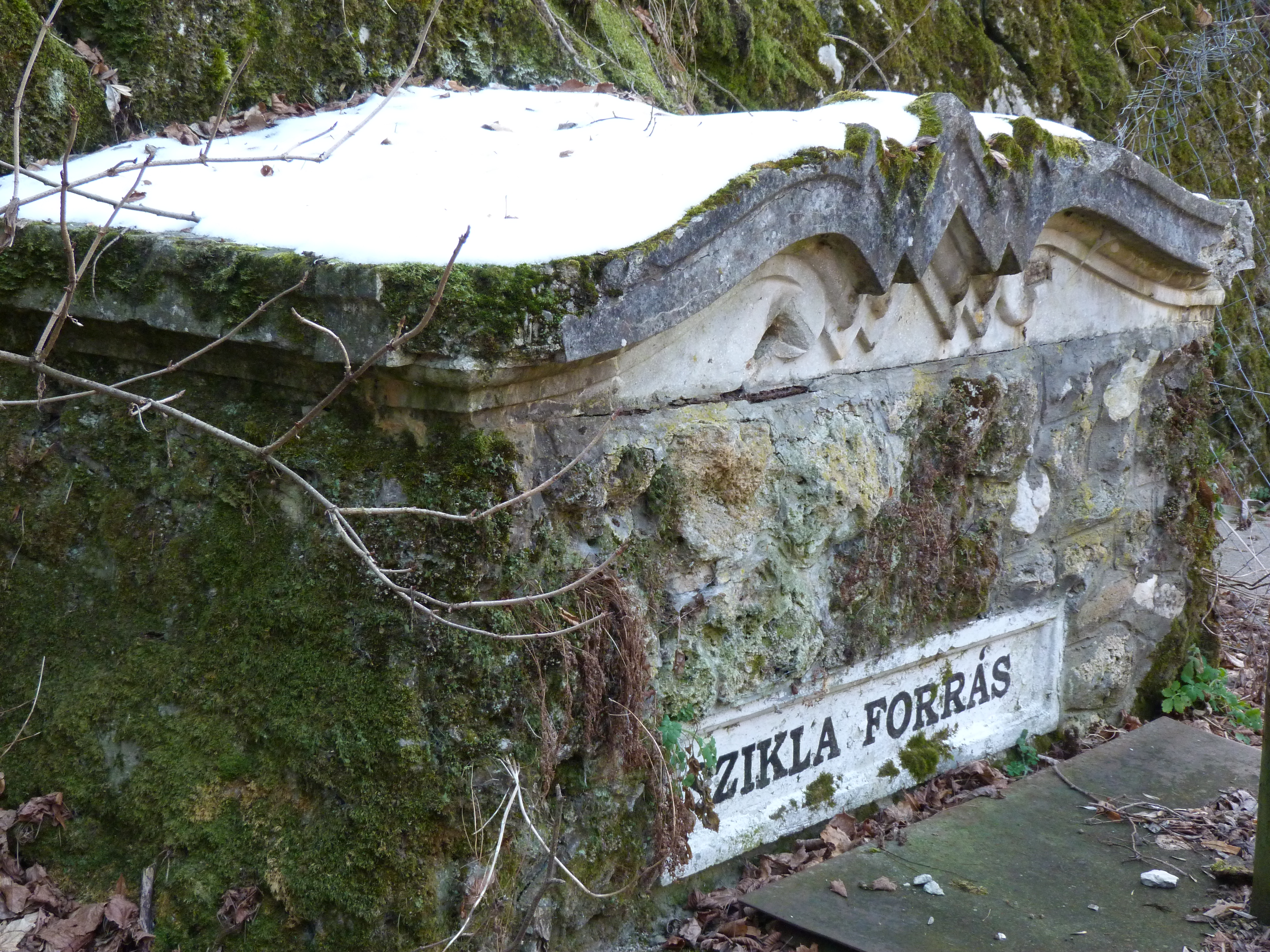
Szikla-forrás, Felsőtárkány, Szikla-tó